# Mirañas
Se conoce como Miraña  al pueblo indígena colombiano que originalmente se ubicó en la quebrada de Pama, afluente del segmento medio del río Cahuinarí.
También conocidos como Améjimínaa, término en lengua que traduce al español "gente de abajo", los Miraña habitan la  actual Amazonia colombiana, en el sector bajo habita del río Caquetá, entre las cabeceras municipales de Araracuara y La Pedrera.
El Miraña como lengua ha sido catalogada como una lengua perteneciente a la familia de Bora, y sus hablantes no superan el millar  de personas.
Entre los actuales asentamientos - comunidades Miraña ubicadas en territorio colombiano se conocen como Puerto Remanso - El Tigre, Puerto Solarte, María Manteca o Maríapolis y San Francisco (donde conviven junto con sus parientes Bora), las cuales en conjunto se emplazan en los resguardos de Predio Putumayo y Mirití Paraná, comprendiendo un extenso territorio que se ubica entre los puntos geográficos conocidos como bocana de la quebrada Meta - Quinche y Puerto Caimán.
Su territorio original comprendió la cuenca de la quebrada Pamá, lugar considerado como el "centro del mundo" para este pueblo indígena y espacio de origen desde el cual Niimúe creó el universo a partir de su propio cuerpo. Por consiguiente, el territorio para los Miraña es concebido como un gigantesco ser vivo constituido por las diversas especies vegetales y animales  significativas para este pueblo indígena, generando un vínculo que se hace evidente en sus prácticas rituales en donde invocan a los "dueños de mundo" que representan a  estas especies. 
La vivienda tradicional miraña es la maloca generalmente de forma redonda, siendo representativas las construidas en la comunidad de Puerto Remanso - El Tigre. Progresivamente los asentamientos Miraña han adoptado el modelo de casas unifamiliares nucleadas a orillas del río y las comunidades cuentan con cancha de fútbol y escuela.
Por lo general, son personas que viven de la caza de animales, la pesca y el cultivo
de la tierra mediante el sistema de chagras con múltiples especies, entre las que se destaca la yuca y además, entran a formar parte del mundo de conservación de la Amazonia.  
Tienen sus propios organizaciones y asociaciones y la principal es el PANI (piine aibeju nimue iachimua = Dios de Centro y sus nietos) con la cual hacen gestiones en diferentes ámbitos:  mejoras en la educación indígena, los cuales tienen sus propios criterios de enseñanza, para ello colabora la "Fundación GAIA" y gran parte de las gestiones que se realizan tienen que ver con la educación.
Cuentan con la escuela Marcelino de Castelví, la cual se encuentra en la comunidad de Puerto Remanso del Tigre y la escuelita Santa Teresita en la localidad de Mariápolis.  Cada una de estas escuelas cuenta con unos 35 niños los cuales hacen la educación básica primaria.  Luego para continuar sus estudios tienen que dirigirse a "La Pedrera", al internado San José, aunque algunos salen a otras partes del territorio nacional. Anteriormente no se contaba con la posibilidad de estudios y es por ello que existen mayoría de analfabetos. La educación es uno de los principales temas del PANI. Por otra parte luchan por la protección de selvas y de su territorio.